# Euchirini
Euchirini is een tribus uit de familie van bladsprietkevers (Scarabaeidae). 